# FORCE (KATSUMIのアルバム)
『FORCE』（フォース）は1993年1月26日に発売されたKATSUMI4枚目のオリジナル･アルバム。

## 解説
ベスト・アルバム『LINKAGE』を挟んで『ROSE IS A ROSE』より1年2ヶ月振りのオリジナル・アルバム。
本作の先行シングルは「The Force」であるが、アルバムタイトルには定冠詞の「The」は付けられていない。
オリコンチャート3位を獲得した。
2ndアルバムの『One』と同じようにKATSUMI、石川洋、武部聡志の3名により全曲の楽曲制作が為された。
4曲がタイアップ楽曲となっている。
1曲目の「明日に架ける夢」は、関西テレビ「暮らしのショッピング」と題された平日の正午前に放送されているテレビショッピング番組のオープニングテーマとして使用された。

## 収録曲
全作詞：渡辺克巳／作曲：石川洋（特記以外）渡辺克巳（2）都志見隆（7）／全編曲：武部聡志（特記以外）
1. 明日に架ける夢
  - 2011年に上演された宝塚歌劇「タカラヅカスペシャル2011 明日に架ける夢」にて使用された。
2. Real Time Of The World
3. 君と出会えたこの場所
  - 同年2月23日、8thシングルとしてシングルカット。
  - JR北海道CMソング。
4. 瞳を閉じて
  - 8thシングル「君と出会えたこの場所」カップリングに収録。
5. EVERY TIME YOU WALK
  - 野村證券企業CMソング。
  - 後に9thシングル「君のもとへ」カップリングに収録。
6. I don't know why...?
7. Paradiseの子供達
  - JR北海道CMソング。
8. LIFE GAME
9. 楽しかった時を忘れないで
  - 当初、7thシングル「Find Your Way」カップリング収録予定だった楽曲。発売中止に伴い本作に収録。
10. The Force -Energy Mix-
  - 7thシングルの別ヴァージョン。オリジナルはシングルにのみ収録。
  - ベスト・アルバムには全て本曲のヴァージョンで収録。